# サブゥー
サブゥー（Sabu、1964年12月12日 - 2025年5月11日以前）は、アメリカ合衆国の男性プロレスラー。
本名、テレンス・マイケル・ブルンク（Terry Michael Brunk）、ミシガン州デトロイト出身。ギミック上の出身地はサウジアラビアまたはインドのボンベイとなっている。
元祖「アラビアの怪人」ザ・シークの実の甥。プロレスの枠を超えた前代未聞ともいうべきファイトスタイルは日本でも支持を得ていた。試合終了後にリング内に机を置き、机が壊れるまでムーンサルトプレスを連発するという無謀ともいえるパフォーマンスも有名。メジャーやインディーを問わず、世界中の団体で幅広く活躍している。前妻は日本人であった。

## 来歴

### キャリア初期
伯父のザ・シークにあこがれ弟子入りを志望するが、当初体が小さかったことを理由にシークは取り合ってくれなかった。しかし熱意が認められ、シークのコーチを受け1985年にデビュー。1991年11月、FMWの世界最強総合格闘技タッグリーグ戦にシークのパートナーとして初来日。以降日本ではFMWのリングを主戦場として、机や椅子を使った全力のラフファイト、自爆も厭わない「自虐的パフォーマンス」が話題を呼んだ。

### ECW
1993年10月、ECWにてシェーン・ダグラスを破りECW世界ヘビー級王座を獲得。同年11月にはテリー・ファンクからTV王座も奪取し、二冠王者となった。1994年7月には、初代NWAインディペンデント世界ヘビー級王座を獲得。以降もさまざまなインディー団体を荒らしまくり「インディーの帝王」的な存在にまでのし上がった。

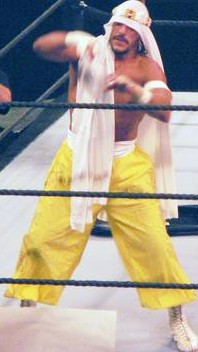
2006年

インディー団体での名声を受け、WCW、WWF、新日本プロレス、全日本プロレスなどのメジャー団体にも参戦したが、本人は大所帯の一員になるよりも小さな団体の救世主になることを望み、これらへの参戦はごく短期間に終わっている。しかし1995年には金本浩二を破り第24代IWGPジュニアヘビー級王者となるなど実績を残している。
1998年6月には弟子ロブ・ヴァン・ダムとタッグを組み、クリス・キャンディード&ランス・ストームを破りECW世界タッグ王座を獲得した。
ECWの活動停止後は、2002年よりTNAを主戦場としていた。
2003年1月、直前にザ・シークの訃報を受け喪章を付けて『ファンタジーファイトWRESTLE-1』東京ドーム大会に参加。2004年、全身の骨や筋肉に正体不明のウイルスが感染し、長期欠場を余儀なくされる。

### WWE
2005年に復帰を果たし、WWEが開催したECWワン・ナイト・スタンドに登場。シェーン・ダグラスのプロデュースによる "Hardcore Homecoming" にも参戦し、メインイベントの3WAY有刺鉄線デスマッチにてダグラスとテリー・ファンクを破り勝利を収めた。WWEがECWを復活させることに伴い、2006年4月にWWEと契約。同団体所属となるが、6月にロブ・ヴァン・ダムとともに大麻所持により検挙され30日間の謹慎処分を受けている。以降はECWオリジナルズの一員として活動した。

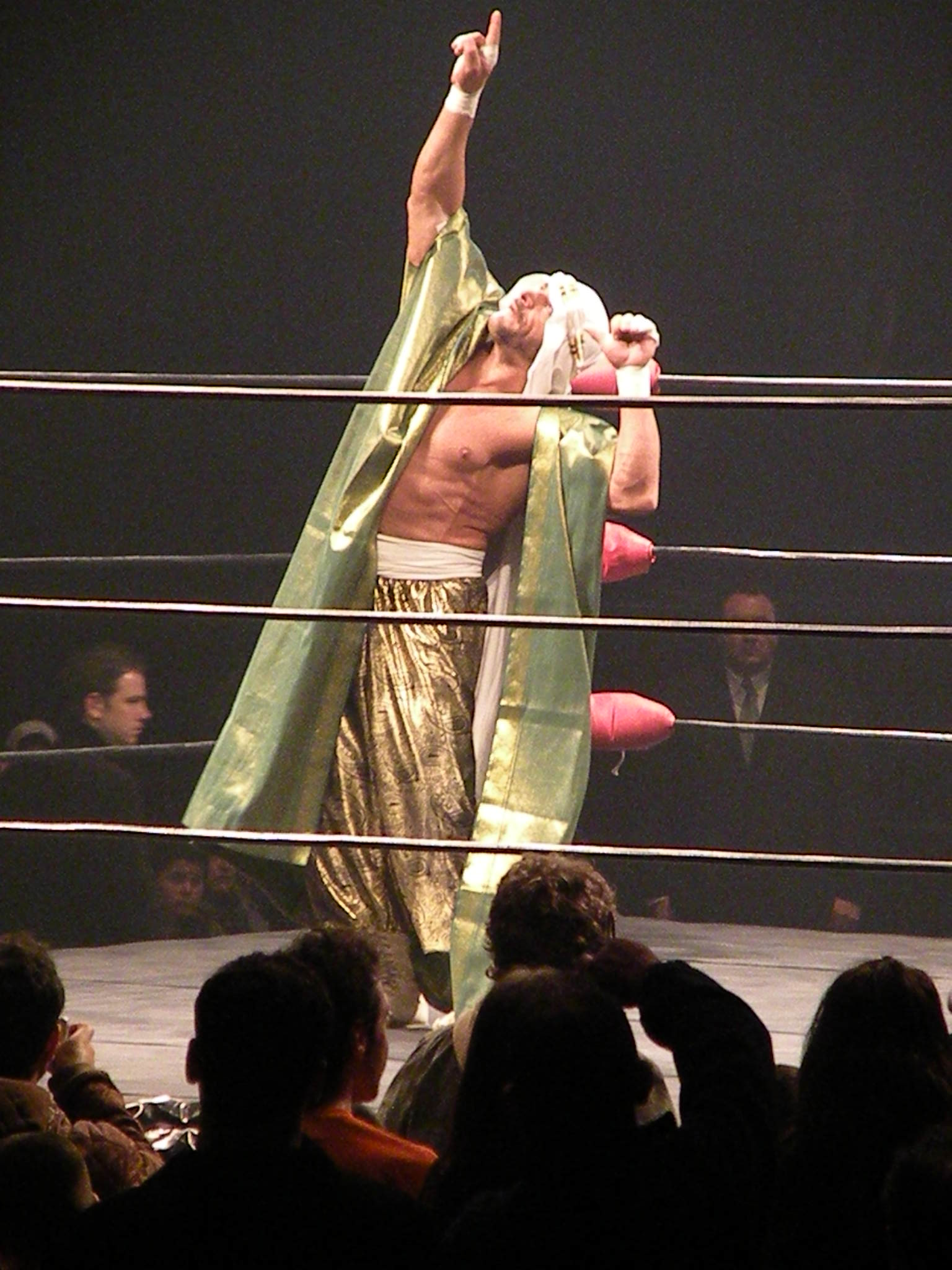
2009年

2007年5月、WWEから解雇となる。

### TNA
AAAなど世界各地のリングを転戦。2009年はアイルランドのAWRに参戦し、かつての盟友ロブ・ヴァン・ダムやボールズ・マホーニー、Xパックなどと共にヨーロッパで活動した。同年10月4日にはDDTプロレスリングのブランドのひとつであるCruiser's Gameの興行で、NOSAWA論外のタッグパートナーとして久しぶりの来日を果たした。
2010年下期には短期間ながらTNAに再登場し、ミック・フォーリー、ロブ・ヴァン・ダム、トミー・ドリーマーら旧ECW勢が結成していたEV 2.0（Extreme, Version 2.0）に加入。11月7日に行われたPPV "Turning Point" にてレイヴェン、スティービー・リチャーズ、ライノ、ブライアン・ケンドリックと組み、リック・フレアー率いるTNA版フォー・ホースメンのFortune（AJスタイルズ、ダグラス・ウィリアムス、ビアマネー・インク、Kazarian）と対戦するも敗退、フレアーによってTNAを解雇された。

### インディー団体
2011年3月31日、SMASH.15後楽園大会に参戦。セミファイナルでTAJIRI&朱里と組み、マイケル・コバック、リン "ビッチ" バイロン、ガブリエル・アントニックとハードコア・マッチで対戦し、アントニックからアラビアン・フェイスバスターでフォールを奪い勝利した。

### 引退と死去
2025年4月18日、ゲームチェンジャーレスリングのスプリングブレイク9で引退試合としてジョーイ・ジャネラを相手にノーロープ有刺鉄線マッチを行い勝利した。しかし、それから僅か3週間後の2025年5月11日までに死去した。60歳没。

## 得意技

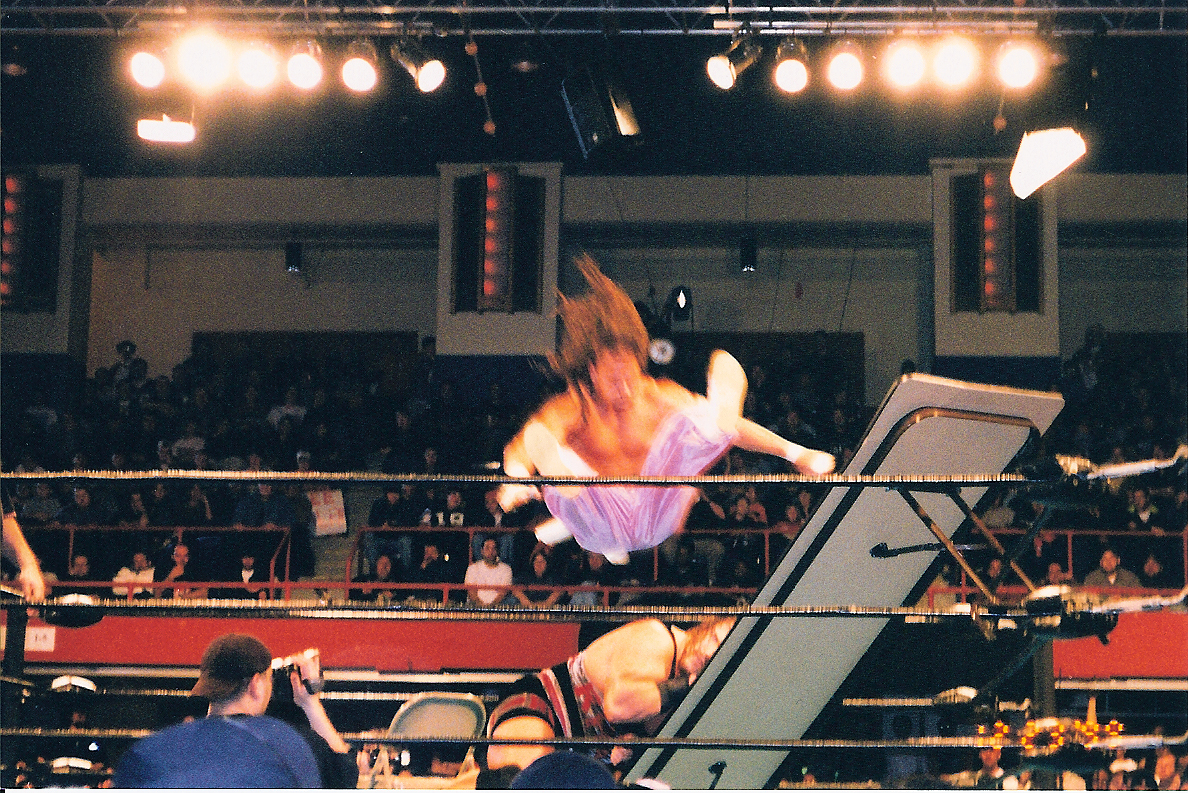
レッグ・ドロップを仕掛けるサブゥー

ルチャ&ハードコアというアメリカのインディー団体の軽量級選手によく見られるファイトスタイルの先駆者であり、自爆すらも得意とし、プロレスでしか表現できないその奇想天外なスタイルは高い評価を受けている。
アラビアン・プレス
ムーンサルト・リバース・スプラッシュ。トップロープ上で尻餅をつくようにバウンドするのが特徴。別名：アラビアン・スリング・ショット。
トリプル・ステップ・ムーンサルト
椅子を踏み台にジャンプし、トップロープ上に両足で飛び乗りムーンサルト・プレスを仕掛ける。
アラビアン・フェイス・バスター
「椅子ギロチン」とも呼ばれる。顔に当たるように太股の裏の位置に椅子を持ったままのダイビング・レッグ・ドロップ。
アラビアン・スカル・クラッシャー
うつ伏せ状態の相手の後頭部目掛けて行うアラビアン・フェイスバスター。
エア・サブゥー
椅子を踏み台にジャンプし、レッグ・ラリアットのように蹴り飛ばす。
コーナーの相手に対して使用することが多いがその場合はゼロ戦キックとフライング・ニールキックの中間のような形が多い。
アラビアン・ヴィクトリー・ロード
場外の相手へリング内からトップロープを飛び越えて仕掛ける飛び付き旋回式のコルバタ。
トペ・コンヒーロ
場外への飛び技。自らも大きなダメージを受ける。
ファイアー・ボール
文字通り火の玉。ザ・シーク譲りの火炎攻撃。
キャメル・クラッチ
こちらもザ・シークから受け継いだ技の一つ。シークと同様に片膝を付いた体勢でチンロックを極めるスタイル。

## タイトル歴
ECW
- ECW世界ヘビー級王座 : 2回
- ECW世界TV王座 : 1回
- FTW王座 : 1回（第2代）

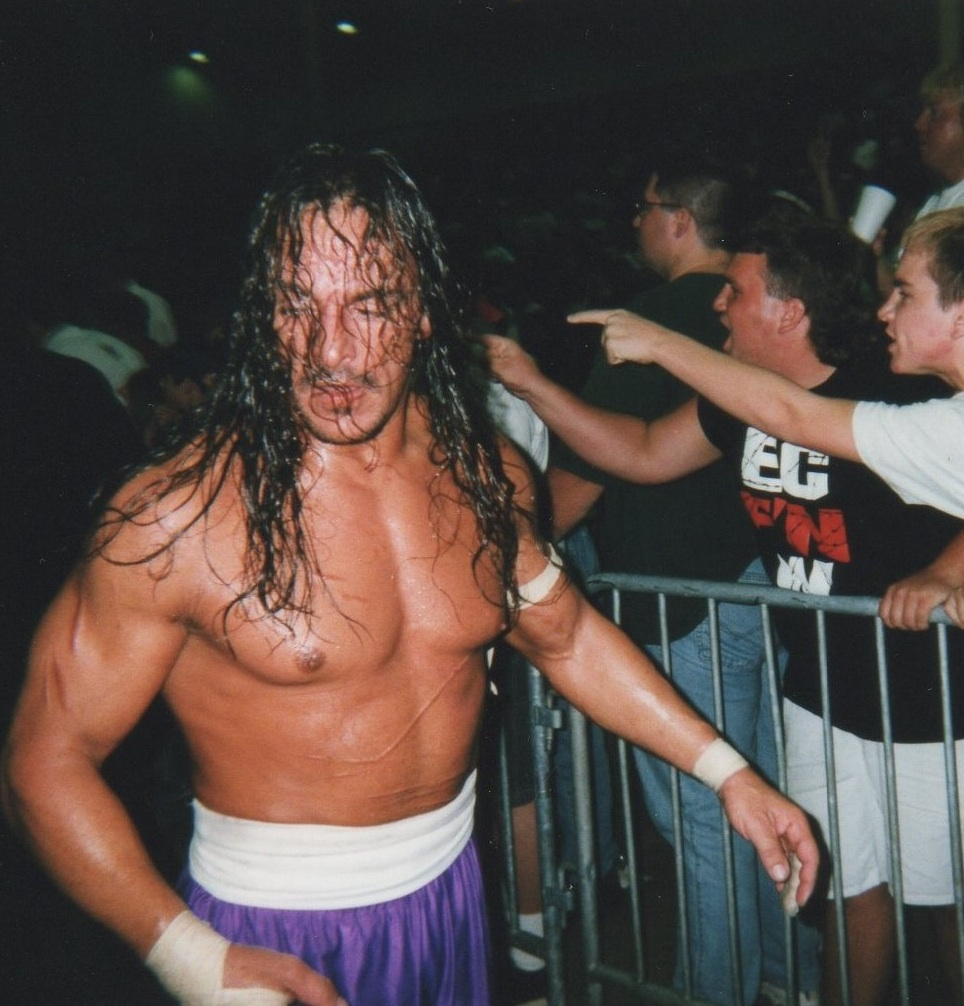
ECWでのサブゥー

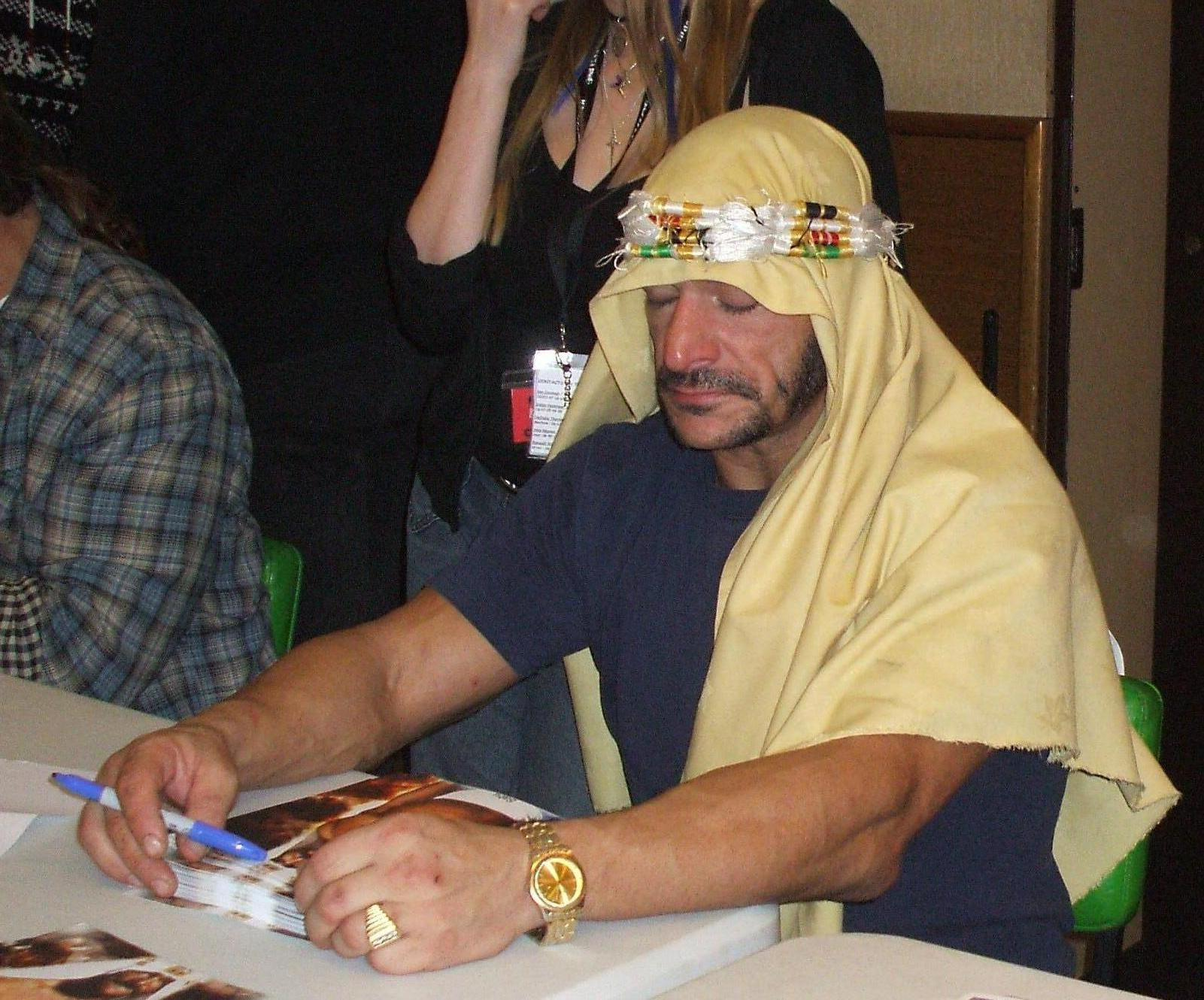
2008年

- ECW世界タッグ王座 : 3回（w / タズ、ロブ・ヴァン・ダム×2）

WWC
- WWCハードコア王座 : 1回
- WWCユニバーサル・ヘビー級王座 : 1回

新日本プロレス
- IWGPジュニアヘビー級王座 : 1回（第24代）
- UWA世界ジュニアライトヘビー級王座 : 1回（第24代）

FMW
- WFDA世界マーシャルアーツタッグ王座 : 1回（第2代 w / ホーレス・ボウダー）

インディー団体
- NWA世界ヘビー級王座 : 1回（第90代）
- NWAインディー世界ヘビー級王座 : 1回
- JCWヘビー級王座 : 1回
- ACWヘビー級王座 : 1回
- HCWヘビー級王座 : 1回
- IWFヘビー級王座 : 2回
- MCWヘビー級王座 : 3回
- MECWヘビー級王座 : 1回
- NWCヘビー級王座 : 2回
- BCWヘビー級王座 : 1回
- BCWカンナム・ヘビー級王座 : 1回
- CEWニューファウンドランド・ヘビー級王座 : 1回
- スタンピード・パシフィック・ヘビー級王座 : 1回
- PWH王座 : 1回
- PCW・TV王座 : 1回
- XPW世界ヘビー級王座 : 1回
- 3PW世界ヘビー級王座: 1回
- UCWヘビー級王座 : 1回
- UXWユナイテッドステイツ・ヘビー級王座 : 2回
- UWAヘビー級王座 : 1回
- UPWアメリカン級王座 : 2回
- WAR世界エクストリーム王座 : 2回
- XICWエクストリーム王座 : 1回
- XALWインターナショナル王座 : 1回
- EWAジュニアヘビー級王座 : 1回
- EWAジュニアヘビー級王座 : 1回

その他
- ハードコア殿堂：2009年

## 入場曲
- Conception by Cairo（NJPW）
- Little Crazy by Fight（ECW）
- Huka Blues by Harry & The Slashtones（ECW/WWE）